# 中山美穂のトキメキハイスクール
『中山美穂のトキメキハイスクール』（なかやまみほのトキメキハイスクール）は、任天堂が1987年12月1日に発売したファミリーコンピュータ ディスクシステム用コマンド選択式恋愛アドベンチャーゲームである。正式名称は『アイドルホットライン 中山美穂のトキメキハイスクール』。
アイドルの中山美穂とタイアップした作品で、物語は、舞台となる学校に転入した主人公が中山と出会い恋を実らせていくというもの。当時すでに人気だった中山とゲームで疑似恋愛ができるということで話題となった。

## システム
「はなす」「とる」などの一般的なコマンド選択のみならず、重要な会話シーンでは表情と台詞を同時に選択して会話を進める。表情は真面目・笑い・悲しみ・怒りの4種類から、台詞は場面ごとに画面に表示される候補の中から選択し、両方が一致していなければゲームオーバーとなる。また、場面によっては喜びの感情を込めた台詞を真顔で言わなければならなかったり、正解であってもゲームオーバーであるかのような展開となったりする。
エンディングは途中の選択肢の選び方によってグッドエンドとベストエンドの2通りに分岐する。前者では青リボンマーク、後者では赤リボンマークがエンディングで表示される。
コマンド一覧
| コマンド名     | 解説                               |
| -------------- | ---------------------------------- |
| ばしょいどう   | 別の場所に移動する。               |
| はなす         | 登場人物と会話する。               |
| もちものみる   | 所有物を確認する。                 |
| わたす         | 所有物を他の人に渡す。             |
| とる           | 目的にカーソルを合わせ、取得する。 |
| みせる         | 所有物を他の人に見せる。           |
| みる・しらべる | 周辺の物や人を確認する。           |

テレホンサービス
ゲーム内で表示される電話番号に実際に電話をかけると中山美穂の声でヒントを聞くことができるという取り組みが行われた。
ディスクファクス対応
本作はディスクシステム用のネットワーク「ディスクファクス」対応作第3弾で、専用の青ディスクを使用している。他の対応作はスコアやタイムを登録するランキングのための通信だったが、本作のみはゲームを終了させたことを登録する形式だった。ディスクファクスイベントは1987年12月19日から1988年2月29日まで開催され、抽選により青リボンマーク応募者のうち8000人にサイン入りテレホンカードが、赤リボンマーク応募者のうち8000人にサイン入りビデオテープが送られた。

## 物語
トキメキ学園の転入生である主人公は転校初日に学校の廊下で眼鏡をかけた女の子とぶつかり、主人公が大ファンであるスーパーアイドル中山美穂と似ていることに気づく。やがて、主人公はその女の子が本物の中山美穂だと知る。

## 登場人物
中山美穂
トキメキ学園の女子生徒。歌にドラマに大活躍中のスーパーアイドル。
高山みずほ
トキメキ学園の女子生徒。メガネをかけており、おとなしくあまり目立たない生徒。
山村貞吉
トキメキ学園の男子生徒。教室で主人公の隣の席に座っている。京都から転校してきたため、関西弁で話す。中山美穂の大ファンである。
清水エリカ
トキメキ学園の女子生徒。清水コンツェルンの一人娘で、父はトキメキ学園の理事長をしている。学園のマドンナ的存在で、「エリカ親衛隊」という取り巻きがいる。
辻正臣
トキメキ学園の男子生徒。学園一のプレイボーイ。
主人公のアニキ
主人公の兄。かけだしのフリーカメラマン。
校長先生
トキメキ学園の校長。
教頭先生
トキメキ学園の教頭。

## 開発
任天堂では、トップ主導により『ファミコン少年探偵団』という後の『ファミコン探偵倶楽部』の元となる企画が進行していた。本作のディレクターを担当した坂本賀勇がその企画のゲームデザイン、ストーリーを書いていたところ、スクウェアの社長である宮本雅史から「テレホンアドベンチャー」という電話を用いたアドベンチャーゲームの企画が持ち込まれた。本作は、それが元となって製作される事となった。
スクウェアのみでは資金面に無理があったため、任天堂に企画が持ち込まれた。坂本が「どうせなら無名の声優さんより、名の通ったアイドルにしませんか」と提案したところ、社長の山内溥の命令で宮本から話を聞いていた岡田智が面白いと感じて採用した。
中山美穂を起用した理由は、電通がリストアップした中でスケジュールが押さえられて、今後さらにネームバリューが上がる可能性が高く、かつギャランティがそれほど高くなかったことだった。また、坂本は「僕としては中山さんクラスじゃないと絶対ダメ。妥協するとショボくなるから、と思い切りプッシュしました」と語っている。
開発には途中から『ファイナルファンタジー』の開発を終えた坂口博信などのスタッフが合流し、最終的にはスクウェアの10人ほどのメンバーが任天堂のある京都を訪れて2週間ほど缶詰状態となり開発を終えた。
後年、坂本は「ディスクファクスで応募しようとかイベントも絡んでくるし、タレントさんにも気を使うし。万事うまく仕込めたとは言いづらいですね。本当はこんなこと言っちゃダメですけど。その欲求不満を爆発させる形で作ったのが『ファミコン探偵倶楽部』なんです」と語っている。
なお、本作の開発へのサジェッションに糸井重里が招かれており、糸井がこの機に以前から用意していた企画書を任天堂の宮本茂に見せたことで『MOTHER』の開発がスタートすることとなる。

## スタッフ
- 任天堂 
  - 山内博
  - 横井軍平
  - 岡田智
  - 加納誠
  - 坂本賀勇
  - 山本雅央
  - 田中宏和
  - 松岡洋史
  - 大澤徹
- スクウェア 
  - 宮本雅史
  - ゲーム・デザイン：坂口博信
  - プログラム：中村博史、山本広人
  - 音楽：植松伸夫、今井利秋
  - TXTCNV：Y.FUKANO
  - グラフィック：時田貴司

## 関連商品
中山美穂のトキメキハイスクール必勝ファンブック
1988年2月に宝島社から発売された攻略本。
トキメキハイスクール 恋の学園祭大作戦
双葉社から発売されたゲームブック。ヒロインが架空の人物に置き換えられている。

## 反響
前述のテレホンサービスでは企画の段階からNTTの協力を取り付けており、プレイヤーが電話番号を間違えても大丈夫な仕組みが用意されていた。しかし、結果的に間違い電話が頻発する事態となった。このことについて、開発に携わっていた岡田智は2022年の講演の中で「売れすぎて失敗」だったと表現している。
なお、2015年現在この番号の一つはトヨタネッツ店の電話番号となっている。

## 評価
- ゲーム誌『ファミコン通信』の「クロスレビュー」では、6・8・8・7の合計29点（満40点）になっている[20][17]。レビュアーの意見としては、「段階が進むごとに中山美穂のメッセージが電話で聞けるというのが新しい」、「ゲーム自体はまったくもって平凡」などと評されている[20]。

- ゲーム誌『ファミリーコンピュータMagazine』の読者投票による「ゲーム通信簿」での評価は以下の通り17.40点（満25点）となっている[18]。

| 項目 | キャラクタ | 音楽 | 操作性 | 熱中度 | お買得度 | オリジナリティ | 総合  |
| 得点 | 3.80       | 3.40 | 3.30   | 3.40   | -        | 3.50           | 17.40 |

- ゲーム誌『ユーゲー』では、「当時、中山美穂は人気アイドル。ミポリンがゲームになっただけでもすごいのに、しかも電話で声が聞ける。その衝撃は大きかった」、「学園もので恋愛という切り口は、のちの革命的ソフト『ときメモ』（ときめきメモリアル）につながるルーツとも言えるし、また、電話を使った大掛かりな仕掛けは斬新そのもの。会話をする際に、自分の表情を選ぶというシステムも新しかった」と評している[19]。